# Bubba Harris
Burlin Buntster "Bubba" Harris III (ur. 7 sierpnia 1985 w Palmdale) – amerykański kolarz BMX, dwukrotny medalista mistrzostw świata.

## Kariera
Pierwszy sukces w karierze Bubba Harris osiągnął w 2004 roku, kiedy zdobył brązowy medal w konkurencji elite podczas mistrzostw świata w Valkenswaard. W zawodach tych wyprzedzili go jedynie Australijczyk Warwick Stevenson oraz Christian Becerine z Argentyny. Na rozgrywanych rok później mistrzostwach w Paryżu zwyciężył w tej samej konkurencji. Nigdy nie wystartował na igrzyskach olimpijskich.